# The Sleeping Gods
The Sleeping Gods drugi je EP norveškog metal sastava Enslaved. EP je 10. svibnja 2011. godine objavila diskografska kuća Scion Audio Visual.

## O albumu
The Sleeping Gods je izvorno bio objavljen u digitalnoj inačici. EP je nakadno bio ponovno objavljen 2016. godine kao dio kompilacije The Sleeping Gods - Thorn.

## Popis pjesama
| 1.    | »Heimvegen«              | 5:38 |
| 2.    | »Alu Misyrki«            | 5:02 |
| 3.    | »Synthesis«              | 6:19 |
| 4.    | »Nordlys« (instrumental) | 5:45 |
| 5.    | »The Sleeping Gods«      | 5:44 |
| 28:28 |                          |      |

## Zasluge
| Enslaved - Ivar Bjørnson — gitara, klavijature - Grutle Kjellson — vokali, bas-gitara - Arve Isdal — solo gitara - Cato Bekkevold — bubnjevi - Herbrand Larsen — klavijature, melotron, vokali (čisti) | Ostalo osoblje - Trine Paulsen — ilustracije, naslovnica - Kim Sølve — ilustracije, naslovnica - Iver Sandøy — produkcija, miksanje, mastering |